# Mapa de Karnaugh

Exemple de mapa de Karnaugh

Un mapa de Karnaugh (també conegut com a taula de Karnaugh o diagrama de Veitch, abreujat com K-Mapa o KV-Mapa) és un diagrama utilitzat per a la simplificació de funcions algebraiques booleanes. El mapa de Karnaugh va ser inventat el 1950 per Maurice Karnaugh, un físic i matemàtic estatunidenc dels laboratoris Bell.
Els mapes de Karnaugh aprofiten la capacitat del cervell humà de treballar millor amb patrons que amb equacions i altres formes d'expressió analítica. Externament, un mapa de Karnaugh consisteix d'una sèrie de quadrats, cadascun dels quals representa una línia de la taula de veritat. Com que la taula de veritat d'una funció de N variables posseeix 2N files, el mapa de Karnaugh corresponent ha de tenir també 2N quadrats. Dins de cada quadrat hi ha un 0 o un 1, depenent del valor que pren la funció en cada fila. Les taules de Karnaugh es poden utilitzar per a funcions de fins a 6 variables.

## Regles per a l'ús de mapes de Karnaugh
1. Els llaços de termes mínims (minterms) o termes màxims (maxterms) són la base de la potència del sistema binari.
2. Els llaços són horitzontals i verticals, els diagonals no estan permesos. Sí que estan permesos, però, els verticals i horitzontals que arribin al final de la fila o la columna i tornin a enllaçar un altre cop a l'inici, o viceversa.
3. En un llaç les variables que canviïn s'han d'eliminar. Les variables que no canviïn s'han de representar en aquest llaç. Aquestes variables seran positives o negatives: positives si aquest llaç que no canvia és un 1, negatives si és 0.
4. Cal fer el mínim de llaços o grups amb la major quantitat de maxterms i minterms. Aquests llaços només poden estar formats per potències de 2, per tant els grups seran de 2^1, 2^2 ... 2^n, mentre 2^n sigui més petit que el nombre total de posicions a la taula.

## Programari
Programari per assistir el mapatge de Karnaugh:
- GKMap
- Map Minimitzar[Enllaç no actiu]
- WinLogiLab Arxivat 2008-08-10 a Wayback Machine.
- Boolean Calculator: VK, Truth Tables,...
- Gorgeous Karnaugh K-Maps minimization software Arxivat 2011-11-23 a Wayback Machine.